# Siselabonga
Siselabonga ist eine kollaborative Plattform, initiiert vom Schweizer Perkussionisten Fabio Meier. Die Formation bewegt sich in einer kaleidoskopischen Melange aus akustischen und elektronischen Sounds.
Siselabonga ist eine Wortschöpfung aus «si, c‘est bon» (Französisch für ‚das ist gut‘) und «siyabonga» (Zulu für ‚danke‘). 

## Geschichte
Ihr erstes Album «Binta» erschien 2016. Das Album wurde in Dakar, Senegal aufgenommen und von der Band selbst und Richard Edwards produziert und veröffentlicht. Auf dem Album sind ausschliesslich akustische Instrumente zu hören. Europäische Klänge vermischten sich mit der westafrikanischen Mandingo-Tradition, die Tarang Cissokho als Griot bzw. Djeli vertritt.
Auf das Album folgten zwei Tourneen in der Schweiz und eine im Senegal. Bei grösseren Konzerten zog das damalige Trio den E-Bassisten Gregory Schärrer hinzu; Fabio Meier spielte dann Schlagzeug und Glauco Cataldo E-Gitarre. Anschließend erschienen die EPs «Warnama» (2020) und Dindinma (2021). 2021 veröffentlichte Siselabonga das Album «Yow» auf CD und Vinyl. Darauf folgten zwei Tourneen in der Schweiz.
Während der Covid-Pandemie transformierte die Formation in ein Kollektiv. Sankoum Cissokho und Nongoma Ndlovu wurden Teil der Formation und Glauco Cataldo verliess das Projekt. Anfang 2023 verliessen dann auch Tarang und Sankoum Cissokho und Gregory Schärer das Projekt.
2023 kehrte Siselabonga mit einer neuen EP namens «In Stone» zurück. Die südafrikanische Singer-Songwriterin Nongoma Ndlovu ergriff das Mikrofon. Das rhythmische Fundament ist westafrikanisch inspiriert, in das sich ausgewählte Elemente aus Hip-Hop, Soul, Afrobeats und Electronica einfügen. Das Album wurde von Louis César Ewande mitproduziert und im Eigenverlag veröffentlicht. Als Gastmusiker war Étienne M'Bappé am Bass zu hören. 

## Diskografie
- 2016: Binta (Album)
- 2020: Warnama (EP)
- 2021: Dindinma (EP)
- 2021: Yow (LP)
- 2023: In Stone (EP)